# Blitzhukommelse
Blitzhukommelse (eller flashbulb erindring der er delvist oversat fra det engelske flashbulb memory — blitzpære erindring) er meget levende og langvarige erindringer, der ofte angår personlige minder i forbindelse med vigtige begivenheder. For eksempel har mange mennesker ment at kunne huske, hvor de var og hvad de lavede, da de hørte om terrorangrebet den 11. september 2001 eller da de hørte at Olof Palme var blevet myrdet.
Det har dog vist sig, at sådanne erindringer ikke er så præcise som det normalt antages. I nogle tilfælde er de fuldstændig usande.
En undersøgelse i forbindelse med terrorangrebet den 11. september 2001 fandt at det der kendetegnede blitzhukommelse frem for dagligdags erindringer var en større tiltro til erindringen snarere end overensstemmelse mellem erindringen umiddelbart dagen efter og 32 uger efter.
I psykologien betegnes fænomenet “blitzerindringer” – med henvisning til, at de begivenheder, der udløser den slags stærke erindringer, så at sige kaster lys og betydning over vores personlige omgivelser, når vi oplever den slags overrumplende nyheder. Begrebet blev introduceret i 1977 af to amerikanske forskere,
Roger Brown og James Kulik. 

## Henvisning
1. ↑  Svein Magnussen (2009). Vidnepsykologi - pålidelighed og troværdighed i dagligliv og retssal. Klim.
2. ↑  Jennifer M. Talarico og David C. Rubin (2004). "Confidence, not consistency characterizes flashbulb memories" (PDF). Psychological Science. 14 (5): 455-461.